# 任意単位

このグラフの縦軸では、一般的な電界効果トランジスタの電流電圧特性におけるおおよその傾向を表すために、任意単位が用いられている。

任意単位（にんいたんい、英語: arbitrary unit、省略形: arb. unit, a.u., その他後節を参照）あるいは procedure defined unit（手順定義単位, p.d.u.）とは、科学技術分野において、所定の基準測定系に対する物質量・強度などの量の比を表すために用いられる、相対的な物理単位である。基準測定系は概して、局所的な研究室系によって定義されるか、個々の測定装置に依存する。したがって、例えばある測定における「1 arb. unit」と他の測定の「1000 arb. unit」を比較することは、各々の「任意単位系」（英語: arbitrary units）がどのように定義されたかについての詳細な先行知識が無い限り、不可能である。ゆえに、このような単位は unknown unit（未知単位）と呼ばれることもある。任意単位は、同様の環境で行われた複数の測定を比較するための代用単位としての機能しか持たない。
任意単位は、測定値と基準値の比を表すがゆえに、無次元数の単位であるとみなすこともできる。任意単位は、生理学で物質の濃度を示すときや、分光学でスペクトル強度を表すときなどによく用いられる。
基準測定系が正確に定義され国際的な合意を得られたとき、任意単位は公的な比較に適用可能な単位と成り得る。公的に定義された任意単位の一例がWHO国際単位 (IU) である。

## 省略形と術語
任意単位 (arbitrary unit) の省略形としては、arb. unit, arb. u., AU, a.u.などがある。これらのうち「AU」と「a.u.」は、天文単位 (astronomical unit) や原子単位系 (atomic units) の一般的な省略形でもある。ゆえに、少なくとも一誌の学術雑誌は明白に、「a.u.」を用いず代わりに「arb. unit」を用いるよう要求している。
任意単位は公式的には公認単位ではないが、IUPACおよびIFCCは「unknown units（未知単位系）」を取り扱う必要性を認識しており、2008年には自データベースにおいて「procedure defined unit（手順定義単位）」の用語を用いることを決定した。この決定では、例えば「p.d.u./L」のように係数や分母を p.d.u. と組み合わせて用いることを禁じている。